# Jean Dubuffet

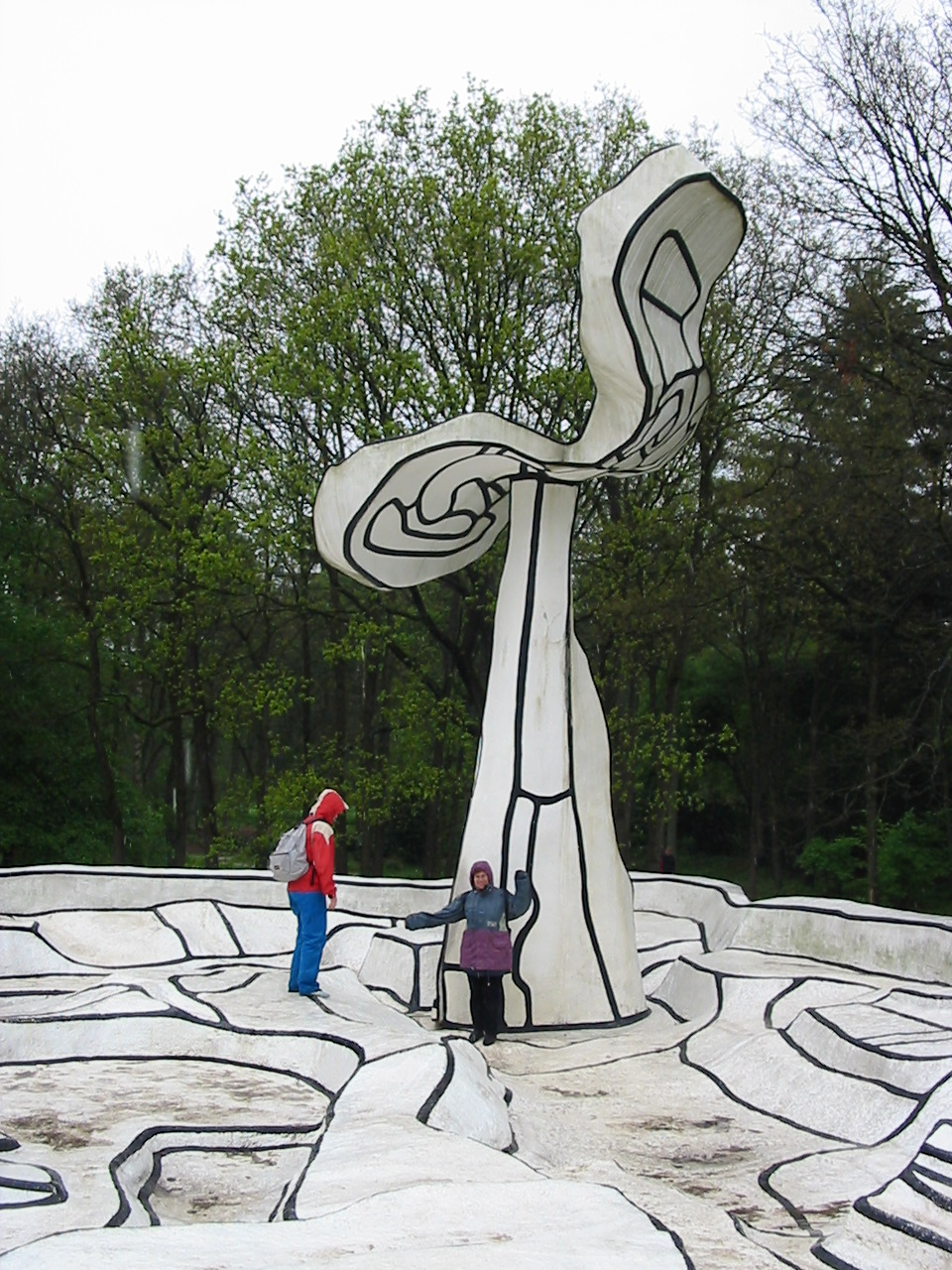
Jardin d'émail, por Jean Dubuffet

Jean Philippe Arthur Dubuffet (Le Havre, 31 de julho de 1901 — Paris 12 de maio de 1985) foi um pintor francês.
Foi o primeiro teórico da arte bruta e autor de vigorosas críticas da cultura dominante, particularmente em seu ensaio Asfixiante cultura (Asphyxiante culture).

## Biografia
Dubuffet, oriundo de uma família de produtores de vinho, começou muito novo a demonstrar a sua queda para a arte. Sabe-se que aos oito anos de idade já pintava. Aos quinze anos de idade foi inscrito na Escola da Belas Artes de sua cidade natal, ao mesmo tempo em que cursava o liceu local. 
Em 1918, aos dezessete anos, vai para Paris, inscrevendo-se na célebre Academia Julian, a qual só frequentou durante cerca de seis meses, por achar que não lhe ensinavam o que queria aprender.
Cumpre o serviço militar até 1924, altura em que se deslocou para Buenos Aires, onde trabalhou numa empresa de calafetação durante seis meses.
Em 1927, casa-se com Paulette Bret. Do casamento, nasce uma filha, Isalmina, em 1929.
De regresso a Le Havre, resolve dedicar-se ao negócio familiar de produção de vinhos. Em 1930 funda uma empresa de comercialização de vinhos a granel, em Paris. 
Em 1933 resolve dedicar-se em exclusividade à sua arte, tendo para o efeito alugado um atelier em Paris.
Em 1934, separa-se de Paulette Bret e, na companhia de Emile Carlu, que mais tarde virá a ser a sua esposa, viaja por alguns países da Europa.
Em 1937, volta a tomar conta de seus negócios em Bercy, pois o mesmo estava a poucos passos da falência.
Dubuffet, em 1942, consegue entregar a gestão da sua empresa a um procurador, ficando ele com disponibilidade para se dedicar novamente à pintura, conseguindo alugar um atelier, perto de sua casa em Paris. 
André Malraux foi um dos apreciadores da sua obra tendo comprado uma obra sua aquando da sua primeira exposição na Galeria René Drouin de Paris.
Dubuffet denominou seu estilo de art brut ("arte bruta"). Desde então, a expressão é utilizada para se fazer referência à arte de Dubuffet marcada por essa originalidade . Assim como muitos artistas contemporâneos anteriores, ele procurava inspiração em fontes alheias à tradição ocidental. Rejeitava a idéia de que a arte devesse ser esteticamente agradável ou, apenas, ilustrar a realidade visual. Seu estilo de desenho, deliberadamente seco, enfatizava um processo de criação lento e difícil. Desse modo, rejeitava a facilidade e a impulsividade dos pintores abstratos em favor de uma arte mais primitiva, crua e bruta.

## Exposições
- Galeria René Drouin (Paris) (1944)
- Galeria René Drouin (Paris) (1946)
- Galeria de Pierre Matisse (Nova Iorque) (1947)
- Museu Kröller-Müller de Otterlo (1974)

## Obra literárias
- Dubeffet, Jean. Escritos sobre arte. Barcelona: Ed. Barral (1975).
- Prospecto para os Aficcionados de Todo o Tipo (1946)
- Mais Vale a Arte Bruta que as Artes Culturais (1949)

## Obra pictórica
| - 1924-1925 – Cerejas da Fumador (óleo sobre tela 45 cm x 37 cm ) - 1924-1925 – Lição de Botânica (óleo sobre tela 60 cm x 49 cm ) - 1942 – Duas Mulheres Nuas (gouache 60 cm x 47 cm ) - 1947 – Michau, Marfim Cansado e Chá (óleo sobre tela 116 cm x 89 cm ) - 1944 – Campo Feliz (óleo sobre tela 130 cm x 97 cm ) - 1946 – Vénus (óleo sobre placa de estuque 102 cm x 82 cm ) - 1947 – Pierre Matisse, Retrato Obscuro (óleo sobre tela 130 cm x 97 cm ) - 1948 – Matabuto, Árabe e Camelo Travado (pintura a cola 37,5 cm x 54 cm ) - 1947-1948 – Árabe entre Palmeiras (pintura a cola 44 cm x 55 cm) - 1948 – Beduíno sobre Um Asno (óleo sobre tela 130 cm x 97 cm ) - 1950 – A Bela dos Seios Pesados (óleo sobre tela 116 cm x 89 cm ) - 1950 – Miss Aranha (óleo sobre tela 116 cm x 89 cm ) - 1950 – Gymnosophe (óleo sobre tela 97 cm x 146 cm ) - 1950 – Música Com Terra Lodosa (Paisagem com Violinista) (65 cm x 81 cm) | - 1952 – Móveis e Objectos (óleo sobre Isorel 92 cm x 122 cm ) - 1953 – Pequenos Personagens e Cão (asas de borboleta 24 cm x 17,5 cm ) - 1955 – Jardim Nacarado (asas de borboleta 21 cm x 29 cm ) - 1958 – A Física do Solo (Texturologia XXIII) (óleo sobre tela 114 cm x 146 cm ) - 1958 – Vida Exemplar do Solo (Texturologia LXIII) (óleo sobre tela 130 cm x 162 cm ) - 1959 – Barbe de Combais (óleo sobre tela 81 cm x 100 cm ) - 1959 – Barra de Luz dos Cegos (técnica mista 116 cm x 74 cm ) - 1961 – Rue Pifre (óleo sobre tela 165 cm x 220 cm ) - 1959-1960 – Missa de Terra (papel maché 150 cm x 195 cm ) - 1963 – Paris La Fête (óleo sobre tela 195 cm x 150 cm ) - 1963 – Paisagem do Passeio de Calais II (óleo sobre tela 162 cm x 260 cm ) - 1963 – Banco dos Equívocos (óleo sobre tela 150 cm x 195 cm ) - 1963 – Exaltação do Virtual (óleo sobre tela 220 cm x 190 cm ) - 1968 – Mesa Portadora de Instâncias, de Objectos e de Projectos (poliester 134 cm x 222 cm x 100 cm ) - 1967 – Chávena de Chá VII (vinil sobre tela ) - 1970 – Jardim de Inverno (epoxi com tinta de poliuretano 5 cm x 10 cm x 6 m ) - 1972 – Grupo de Quatro Árvores (epoxi com tinta de poliuretano) - 1973 – Coucou Bazar (conjunto de figurines e de praticables) - 1966 – Forja com Chaminé (epoxi com tinta de poliuretano) | - 1976 – Férias de Páscoa (acrílico sobre papel entelado com 45 peças coladas 249 cm x 319 cm ) - 1976 – A Visão Tecedora (acrílico sobre papel entelado com 43 peças coladas 249 cm x 249 cm ) - 1977 – O Decifrador (acrílico sobre papel entelado com 28 peças coladas 178 cm x 214 cm ) - 1977 – Situações Incertas (acrílico sobre papel entelado com 37 peças coladas 214 cm x 344 cm ) - 1977 – A Alegre Região (acrílico sobre papel entelado com 54 peças coladas 210 cm x 307 cm ) - 1981 – Paragem com 3 Personagens (acrílico sobre papel entelado 51 cm x 35 cm ) - 1982 – Paragem com 2 Personagens (acrílico sobre papel entelado com 4 peças coladas 67 cm x 100 cm ) - 1981 – Paragem com 5 Personagens (acrílico sobre papel entelado 50 cm x 67 cm ) - 1982 – Braços Pendentes (acrílico sobre papel entelado com 4 peças coladas 67 cm x 100 cm ) - 1981 – Paragem com 7 Personagens (acrílico sobre papel 50 cm x 67 cm ) - 1983 – Mira G 83 (Kowloon) (acrílico sobre papel entelado 67 cm x 100 cm ) - 1983 – Mira G131 (Kowloon) (acrílico sobre papel entelado 134 cm x 100 cm ) - 1983 – O Curso das Coisas (Mira G 174 Bolero) (acrílico sobre papel entelado 268 cm x 800 cm ) - 1984 – Trajecto (acrílico sobre papel entelado 67 cm x 100 cm ) - 1984 - Ideoplasma XVI (acrílico sobre papel entelado 100 cm x 67 cm ) |